# Ilsetraut Hadot
Pour les articles homonymes, voir Hadot.
Ilsetraut Hadot, née Ludolff le 20 décembre 1928 à Berlin, est une philosophe et historienne de la philosophie, spécialiste du stoïcisme, du néoplatonisme et de philosophie antique en général.

## Biographie
En 1978, Ilsetraut Hadot remporte le prix Victor-Cousin de l'Académie française pour son ouvrage Le problème du néoplatonisme alexandrin. Hiéroclès et Simplicius, paru aux Études Augustiniennes. En 2015, l'Académie lui remet cette fois le prix François-Millepierres pour son ouvrage Sénèque. Direction spirituelle et pratique de la philosophie, paru chez Vrin.
En 1966, elle obtient le Dr. phil. à l'université libre de Berlin sur Sénèque et la direction spirituelle dans l'Antiquité. En 1977, elle soutient sa thèse d'État, un doctorat ès Lettres à la Sorbonne (Paris-IV).
Elle rencontre Pierre Hadot à l'occasion d'un colloque à Cologne en 1962 et se marie avec lui à Berlin en 1966. Pierre Hadot (1922-2010) est également spécialiste de philosophie antique. Ensemble, ils ont co-écrit Apprendre à philosopher dans l'Antiquité, en 2004.

## Travaux
Ilsetraut Hadot est philologue classique et une spécialiste de la philosophie antique. Elle a écrit sur Sénèque, l'histoire de l'éducation dans l'Antiquité et le néoplatonisme.
Elle a édité, commenté et traduit le commentaire de Simplicius, un philosophe néoplatonicien, sur le Manuel d'Épictète.

## Publications

### Ouvrages
- Seneca und die Griechisch-Römische Tradition der Seelenleitung, Berlin, Walter de Gruyter & Co., 1969, 232p.
- (avec Pierre Hadot) Apprendre à philosopher dans l'Antiquité : L'enseignement du « Manuel d'Épictète » et son commentaire néoplatonicien, Paris, Le Livre de Poche, 2004, 216 p.  (ISBN 9782253109358).
- Arts libéraux et philosophie dans la pensée antique : Contribution à l'histoire de l'éducation et de la culture dans l'Antiquité, Paris, Vrin, 2006, 576 p.  (ISBN 9782711618231).
- Le Néoplatonicien Simplicius à la lumière des recherches contemporaines : Un bilan critique (avec deux contributions de Philippe Vallat), Sankt Augustin, Academia Verlag, 2014, 309 p.  (ISBN 9783896656391).
- Le Problème du néoplatonisme alexandrin : Hiéroclès et Simplicius, Paris, Études augustiniennes, 1978, 243 p.  (ISBN 9782851210234).
- Sénèque. Direction spirituelle et pratique de la philosophie, Paris, Vrin, 2014, 456 p.  (ISBN 9782711625697)
- Studies on the Neoplatonist Hierocles, Philadelphia, American philosophical society, 2004, 152 p.  (ISBN 0-87169-941-9)
- Athenian and Alexandrian Neoplatonism and the Harmonization of Aristotle and Plato, Leiden, Boston, Brill, 2015, 188 p.  (ISBN 9789004280076)

### Traductions, préfaces
- Sénèque, Consolations, Paris, Payot & Rivages, 1992, 140 p.  (ISBN 9782869305168), trad. Colette Lazam, préface de Ilsetraut Hadot.
- Simplicius, Commentaire sur les Catégories, Leyde, Brill, 1989, coll. « Philosophia Antiqua », 240 p.  (ISBN 9789004090156), traduction sous la direction de Ilsetraut Hadot.
- Simplicius, Commentaire sur le Manuel d'Épictète. Introduction & édition critique du texte grec par Ilsetraut Hadot, Leyden, New-York, Cologne, Brill, 1996, 479 p.
- Simplicius, Commentaire sur le Manuel d'Épictète. Chapitres I-XXIX, Paris, Les Belles Lettres, 2001, 314 p.  (ISBN 9782251004938)[8].
- Simplicius, Apprendre à philosopher dans l’Antiquité tardive : Commentaire à la seconde partie du Manuel d’Épictète, Paris, Librairie philosophique J. Vrin, 2022, 248 p.